# 第23駆逐戦隊
|                  |                      |
| 第23駆逐戦隊     |                      |
| 設立             | 1943年5月11日        |
| 国家             | アメリカ合衆国       |
| 所属             | アメリカ海軍         |
| タイプ           | 戦隊                 |
| 用途             | 海軍の空中/水上戦    |
| 駐屯地/本部      | 海軍基地サンディエゴ |
| ニックネーム     | リトル・ビーバーズ   |
| 司令官           |                      |
| 特筆すべき司令官 | アーレイ・A・バーク  |

第23駆逐戦隊（Destroyer Squadron 23）は、カリフォルニア州サンディエゴを拠点とする米国海軍の駆逐艦とフリゲート艦の戦隊である。戦隊は、第二次世界大戦中の行動、特に当時の司令官アーレイ・A・バークの指揮下でのセント・ジョージ岬沖海戦が有名である。2019年現在、第23駆逐戦隊はセオドア・ルーズベルト (USS Theodore Roosevelt,CVN-71) 、ケープ・セント・ジョージ（CG-71 Cape St. George）、および第11空母航空団を含む第9空母打撃群に配属されている。 

## 構成
戦隊の2019年現在の構成は以下のとおりである。
サンディエゴ海軍基地の戦隊本部
- ラッセル（DDG-59 Russell）
- ポールハミルトン（DDG-60 Paul Hamilton）
- プレブル（DDG-88 Preble）
- ピンクニーDDG-91 Pinckney）
- キッド（DDG-100 Kidd）
- ラファエルペラルタ（DDG-115 Rafael Peralta）

## 歴史
第23駆逐戦隊は1943年5月11日、ボストン海軍工廠においてM・J・ギリアム大佐の下で編成された。当初の編成はフート（USS Foote, DD-511）、チャールズ・オースバーン（USS Charles Ausburne, DD-570）、スペンス（USS Spence, DD-512）、オーリック（USS Aulick, DD-569）、クラクストン（USS Claxton, DD-571）、ダイソン（USS Dyson, DD-572）、コンヴァース(USS Converse, DD-509)及びサッチャー（USS Thatcher, DD-514）であった。
1943年6月29日、第23駆逐戦隊は、ウィリアム・F・ハルゼー提督の第3艦隊に配備された。第23駆逐戦隊は太平洋南西における哨戒と護衛の任務に就いた。
第23駆逐戦隊は1943年10月23日に指揮を執った2代目の司令官、アーレイ・バーク大佐の下で高い評価を得た。1943年11月から1944年2月までの期間、22の交戦に参加し、日本海軍の巡洋艦1隻、駆逐艦9隻、潜水艦1隻、小型船数隻及び約30機の航空機を撃墜したとされている。太平洋での第23駆逐戦隊の作戦は第二次世界大戦におけるフィリピンの奪還を通じて継続さた。戦後、戦隊は1945年10月19日に米国に戻り、バーク提督とジェームズ・フォレスタル海軍長官から会長賞を授与された。
1946年2月、第23駆逐戦隊は活動を停止し、船はサウスカロライナ州チャールストンに移動した。
1956年4月4日、部隊はE・K・ウェイクフィールド大尉の指揮下で駆逐艦師団231として再度編成され、ピッキング（DD-685 Picking）、スティーブン・ポッター（DD-538 Stephen Potter）、プレストン（DD-795 Preston）、アーウィン（DD-794 Irwin）が加わった。部隊は1956年12月12日、カリフォルニア州ロングビーチでの式典で、米国太平洋艦隊の巡洋艦隊司令官チェスターウッド提督によって「リトルビーバー」として再編成された。
マックラスキー (FFG-41 McClusky) は1986年に部隊に配属され、ヴァンデグリフト (FFG-48 Vandegrift) は2015年に退役するまで部隊に所属した。

## エンブレム
第23駆逐戦隊のエンブレムは、フレッドハーマンのレッドライダーの漫画で有名になったキャラクター、リトルビーバーである。この漫画は、第二次世界大戦での戦隊の作戦において人気を集めた。南太平洋にて多くの作戦に参加したため、戦隊の乗員はしばしばビーバーのように忙しいと言った。このエンブレムは、リトルビーバーが日本の陸軍大将東條英機に矢を放っている様子を描いたものであり、今日まで使用され続けている。 

## 司令官
歴代の指揮官は以下のとおりである。
| 司令官                             | 期間                    |
| ---------------------------------- | ----------------------- |
| M・J・ジランII                     | 1943年5月 – 1943年10月  |
| アーレイ・A・バーク                | 1943年10月 – 1944年3月  |
| T・B・ダンカン                     | 1944年3月 – 1945年7月   |
| W・C・フォード                     | 1945年8月 – 1946年2月   |
| 廃止                               | 1946年2月 – 1956年4月   |
| E・K・ウェイクフィールド           | 1956年4月 – 1957年4月   |
| ハリー・D・スター                  | 1957年4月 – 1958年4月   |
| J・E・スミス                       | 1958年4月 – 1959年5月   |
| T・H・モートン                     | 1959年5月 – 1960年2月   |
| T・D・カニンガム                   | 1960年2月 – 1960年7月   |
| J・L・ケリージュニア               | 1960年7月 – 1961年6月   |
| F・E・マッキンタイア               | 1961年6月 – 1962年9月   |
| ロバート・A・シェリング            | 1962年9月 – 1963年7月   |
| C・R・Dwyer                        | 1963年7月 – 1964年12月  |
| J・C・ヒル                         | 1964年12月 – 1965年11月 |
| L・E・Davis・Jr                    | 1965年11月 – 1967年7月  |
| R・E・Spreen                       | 1967年7月 – 1968年7月   |
| J・J・Doak                         | 1968年7月 – 1970年1月   |
| W・H・ロジャース                   | 1970年1月 – 1971年5月   |
| G・M・ニーリー                     | 1971年5月 – 1973年2月   |
| コノリー                           | 1973年2月 – 1974年6月   |
| ドナルド・P・ロアン                | 1974年6月– 1976年10月   |
| スチュアート・D・ランダースマン    | 1976年10月 – 1978年11月 |
| M・L・Treiber                      | 1978年11月 – 1981年3月  |
| G・C・フリン                       | 1981年3月 – 1983年4月   |
| W・H・カースティング               | 1983年4月 – 1985年6月   |
| T・A・Barthold                     | 1985年6月 – 1987年5月   |
| ウィリアム・E・ケリー              | 1987年5月 – 1989年3月   |
| W・R・シュミット                   | 1989年3月 – 1991年3月   |
| R・L・ミラー                       | 1991年3月 – 1992年12月  |
| Thomas・E・Utegaard                | 1992年12月 – 1994年7月  |
| K・P・グリーン                     | 1994年7月 – 1995年7月   |
| バリー・M・コステロ                | 1995年7月 – 1997年2月   |
| P・M・ギャレット                   | 1997年2月– 1998年7月    |
| C・W・パッテン                     | 1998年7月 – 2000年7月   |
| R・S・Riche                        | 2000年7月 – 2002年7月   |
| Charles・W・Martoglio              | 2002年7月 – 2003年9月   |
| ゴーダン・E・ヴァンフック          | 2003年9月 – 2005年7月   |
| マイケル・E・スミス                | 2005年7月 – 2006年11月  |
| アダム・S・レビット                | 2006年11月 – 2008年5月  |
| トロイ・A・ストーナー              | 2008年5月 – 2009年7月   |
| James・L・Autrey                   | 2009年7月 – 2010年12月  |
| ジェシー・ウィルソン               | 2010年12月 – 2012年5月  |
| ウィリアム・J・パーカーIII         | 2012年5月 - 2013年4月   |
| H・トーマス・ワークマン            | 2013年4月 – 2014年8月   |
| ポール・H・ホーグ・ジュニア        | 2014年8月 – 2016年2月   |
| トム・ウィリアムズ                 | 2016年2月 – 2017年3月   |
| ウィリアム・ロックウェル・デイリー | 2017年3月 – 2018年7月   |
| ジェフリー・ヒームズ               | 2019年10月 – 現在       |